# Claudio Velázquez
Claudio Matías Velázquez (Rosario, Provincia de Santa Fe, Argentina, 18 de febrero de 1986) es un futbolista argentino. Juega como delantero centro y su equipo actual es Comerciantes Unidos de la Liga 2 de Perú. Tiene 39 años. 

## Trayectoria
Debutó en Primera División el 26 de marzo del 2006, en el encuentro que Rosario Central venció por 3-0 a Tiro Federal. En Central jugó 11 partidos entre el 2006 y el 2007 donde compartió camerino con Kily González, Ángel Di María y el boliviano Ronald Raldes. En el 2008, el elenco canalla lo cedió a préstamo al José Gálvez de la Primera División del Perú donde terminó goleador del equipo.
Al año siguiente fue prestado nuevamente, esta vez al Club Alianza Lima, equipo donde jugó durante todo el Campeonato Descentralizado 2009 y con el que anotó 10 goles. En la temporada siguiente marcó en cuatro ocasiones hasta que tuvo que dejar la institución blanquiazul a fines de agosto de 2010 para retornar a Rosario Central. En diciembre de ese mismo año se desligó del equipo canalla.
El 23 de enero de 2011 fue oficializado como refuerzo del Cobresol, comandando un ataque de temer junto al colombiano Julio Caicedo. Ese año entre los 2 anotaron 2 goles quedándose solo a 6 puntos de alcanzar un cupo a la Copa Sudamericana.
El 25 de enero de 2014 llegó a la ciudad de Cali, Colombia, para unirse a uno de los equipos más importantes de Colombia, firmando por seis meses con América de Cali.
A finales del 2014 fichó el Independiente Rivadavia de la Primera B Nacional de Argentina.
En 2016 pasó a defender al Willy Serrato por la segunda división del Perú. Para el 2017 llegó a un buen acuerdo con Los Caimanes para defender sus colores.

## Clubes
| Club                      | País      | Año         |
| ------------------------- | --------- | ----------- |
| Rosario Central           | Argentina | 2006 - 2007 |
| José Gálvez               | Perú      | 2008        |
| Alianza Lima              | Perú      | 2009 - 2010 |
| Rosario Central           | Argentina | 2010        |
| Cobresol                  | Perú      | 2011        |
| Universidad César Vallejo | Perú      | 2012        |
| José Gálvez               | Perú      | 2013        |
| América de Cali           | Colombia  | 2014        |
| Independiente Rivadavia   | Argentina | 2014        |
| Willy Serrato             | Perú      | 2015 - 2016 |
| Los Caimanes              | Perú      | 2017        |
| Jaguares de Córdoba       | Colombia  | 2017        |
| Los Caimanes              | Perú      | 2018 - 2019 |
| Deportivo Llacuabamba     | Perú      | 2021        |
| Comerciantes Unidos       | Perú      | 2022 -      |

## Estadísticas
| Temporada             | Equipo                    | Campeonato            | Campeonato | Campeonato | Copas nacionales | Copas nacionales | Copas nacionales | Copas internacionales | Copas internacionales | Copas internacionales | Total    | Total |
| Temporada             | Equipo                    | Torneo                | Partidos   | Goles      | Torneo           | Partidos         | Goles            | Torneo                | Partidos              | Goles                 | Partidos | Goles |
| --------------------- | ------------------------- | --------------------- | ---------- | ---------- | ---------------- | ---------------- | ---------------- | --------------------- | --------------------- | --------------------- | -------- | ----- |
| 2005-06               | Rosario Central           | Cl                    | 5          | 0          | -                | -                | -                | -                     | -                     | -                     | 5        | 0     |
| 2006-07               | Rosario Central           | Ap+Cl                 | 4          | 0          | -                | -                | -                | -                     | -                     | -                     | 4        | 0     |
| 2007-08               | Rosario Central           | Ap                    | 2          | 0          | -                | -                | -                | -                     | -                     | -                     | 2        | 0     |
| Total Rosario Central | Total Rosario Central     | Total Rosario Central | 11         | 0          |                  | -                | -                |                       | -                     | -                     | 11       | 0     |
| 2008                  | José Gálvez               | PD                    | 41         | 20         | -                | -                | -                | -                     | -                     | -                     | 41       | 20    |
| 2009                  | Alianza Lima              | PD                    | 35         | 11         | -                | -                | -                | -                     | -                     | -                     | 35       | 11    |
| 2010                  | Alianza Lima              | PD                    | 21         | 4          | -                | -                | -                | CL                    | 1                     | 0                     | 22       | 4     |
| Total Alianza Lima    | Total Alianza Lima        | Total Alianza Lima    | 56         | 15         |                  | -                | -                |                       | 1                     | 0                     | 57       | 15    |
| 2010-11               | Rosario Central           | BN                    | 4          | 0          | -                | -                | -                | -                     | -                     | -                     | 4        | 0     |
| 2011                  | Cobresol                  | PD                    | 23         | 10         | TI               | 1                | 0                | -                     | -                     | -                     | 24       | 10    |
| 2012-13               | Universidad César Vallejo | PD                    | 37         | 10         | -                | -                | -                | -                     | -                     | -                     | 37       | 10    |
| 2013                  | José Gálvez               | PD                    | 22         | 6          |                  | -                | -                | -                     | -                     | -                     | 22       | 6     |
| 2014                  | América de Cali           | TP                    | 14         | 2          | -                | -                | -                | -                     | -                     | -                     | 14       | 2     |
| 2014                  | Independiente Rivadavia   | BN                    | 9          | 1          | -                | -                | -                | -                     | -                     | -                     | 9        | 1     |
| 2015                  | Willy Serrato             | SD                    | 20         | 5          | -                | -                | -                | -                     | -                     | -                     | 20       | 5     |
| Total en su carrera   | Total en su carrera       | Total en su carrera   | 237        | 69         |                  | 1                | 0                |                       | 1                     | 0                     | 239      | 69    |